# غرفة الانتظار

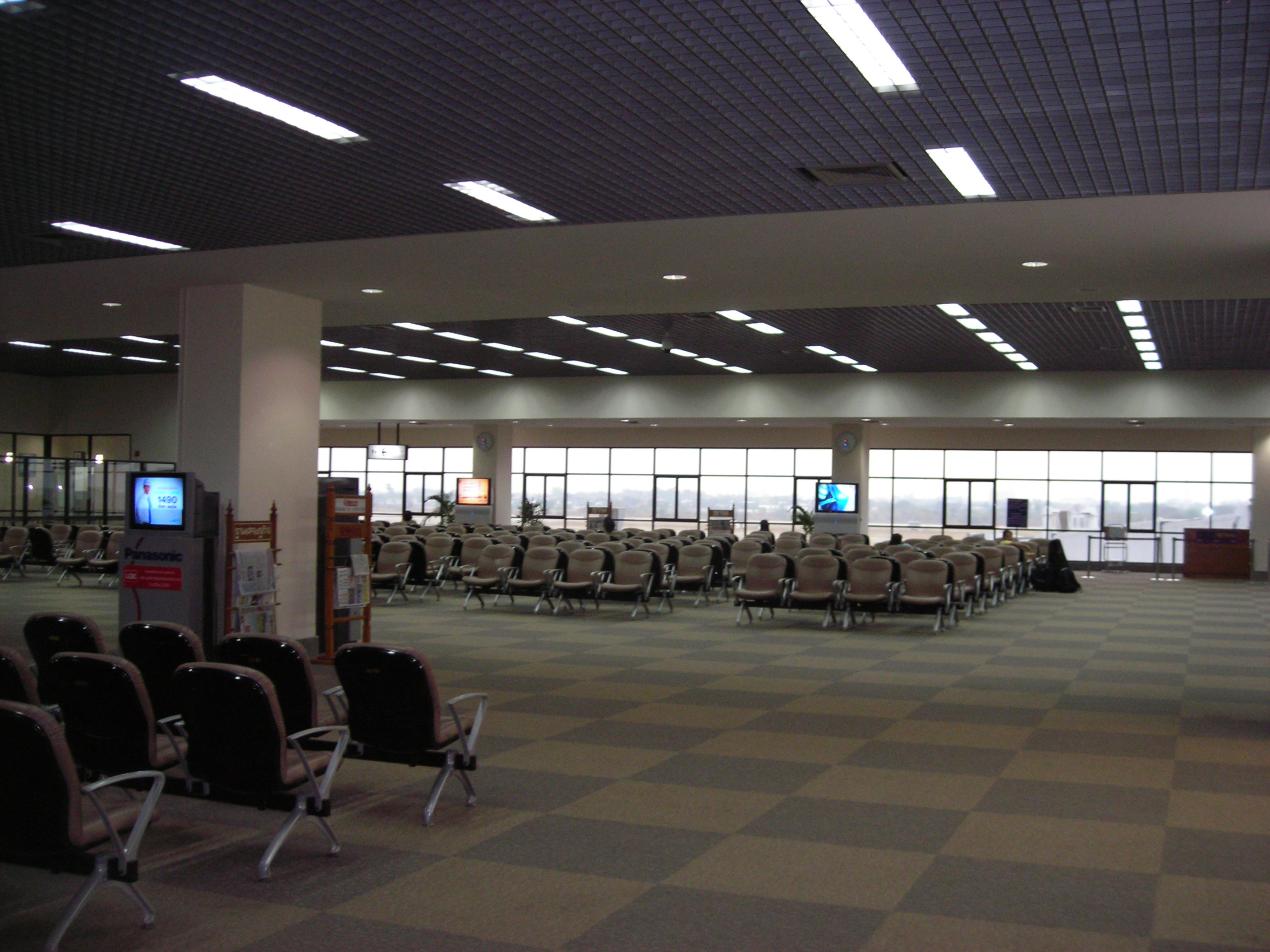
غرفة الانتظار في مطار ودون ثاني في تايلند.

غرفة الانتظار هي مبنى أو قاعة في مبنى مُخصصة لأجل انتظار الناس. وهناك نوعيّن من الغرف؛ النوع الأول يكون مُخصصا لأجل دخول الأفراد على التوالي بشكلٍ مُنفرد، كغُرف الانتظار في المستشفيات والمدارس. والنوع الثاني هي الغرفة الجماعية من أجل الدخول بشكلٍ مُشترك، كغُرف الانتظار في المطارات ومحطات القطارات. كما أن هُناك غرف خاصة وغرف عامة.